# Jan Zajíček (turista)

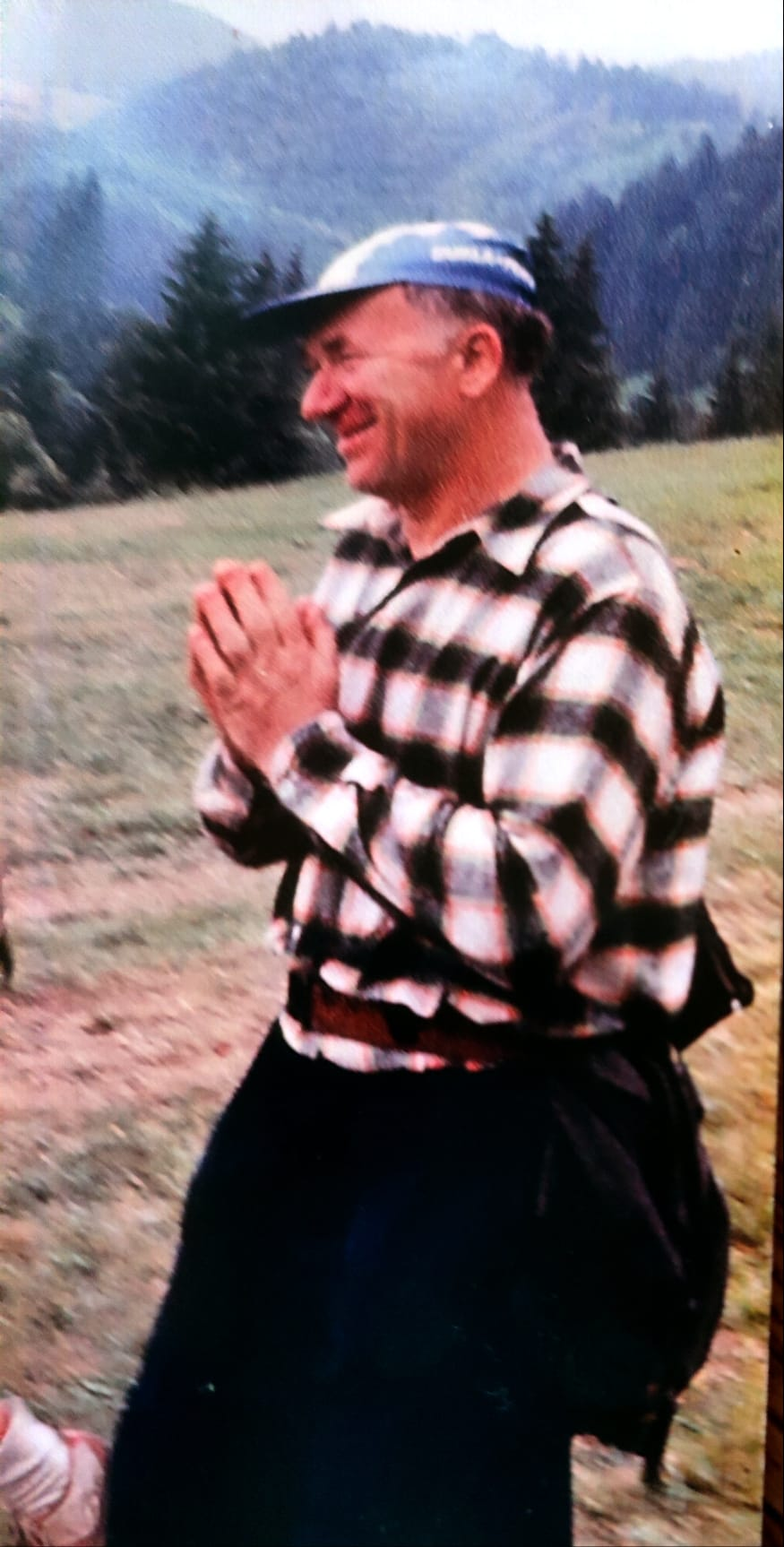
Jan Zajíček

Jan Zajíček (31. října 1926 Sedlčany – 19. února 2007 Dobříš) byl zakladatel a organizátor dálkových pochodů.

## Život
Narodil se 31. října 1926 v Sedlčanech. V dětství a mládí se s rodiči často stěhovali, mnoho let žil v Dobříši. Po ovdovění žil v dobříšském domově důchodců.

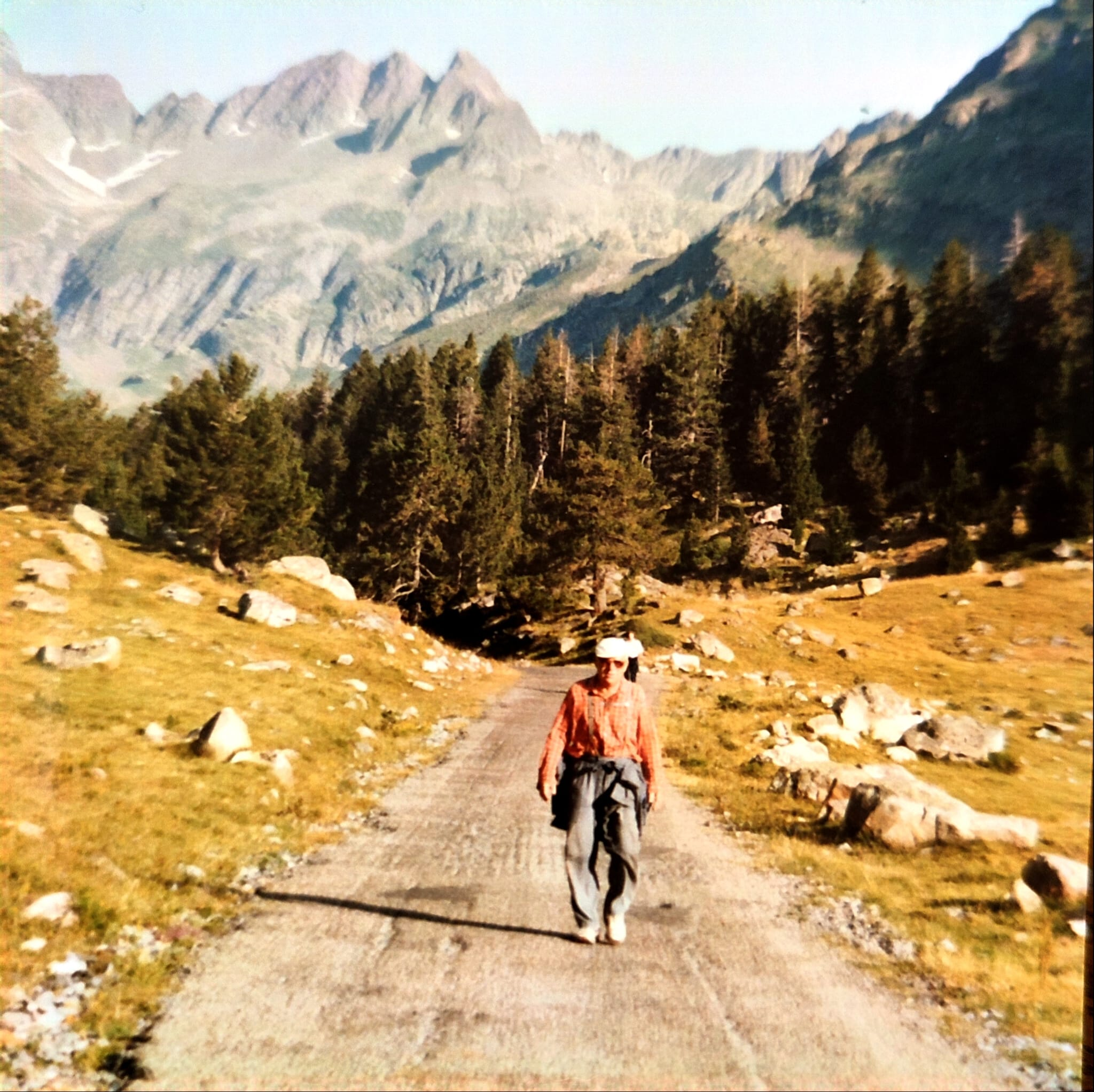
Jan Zajíček v rumunských horách

Pro svoje zásadní a zcela nekompromisní jednání byl nucen pracovat pouze manuálně: pracoval jako tavič v Kovohutích v Mníšku pod Brdy. Ačkoliv patřil mezi zakladatele a propagátory turistických dálkových pochodů, nebylo mu z politických důvodů povoleno od 70. let vykonávat funkce v turistickém hnutí. Byl pouze funkcionářem turistiky v okrese Příbram. Přesto byl vzorem pro všechny aktivní turisty a účastníky dálkových pochodů.
Zemřel 19. dubna 2007 v Dobříši. Jeho pohřbu s projevem předsedy Rady síně slávy české turistiky Františka Mosera a skladbami Antonína Dvořáka se účastnilo několik set dobříšských občanů, spolupracovníků z Kovohutí v Mníšku pod Brdy, turistů, příznivců a obdivovatelů. Pochován je v Poděbradech.

## Pořadatelská a turistická organizační činnost

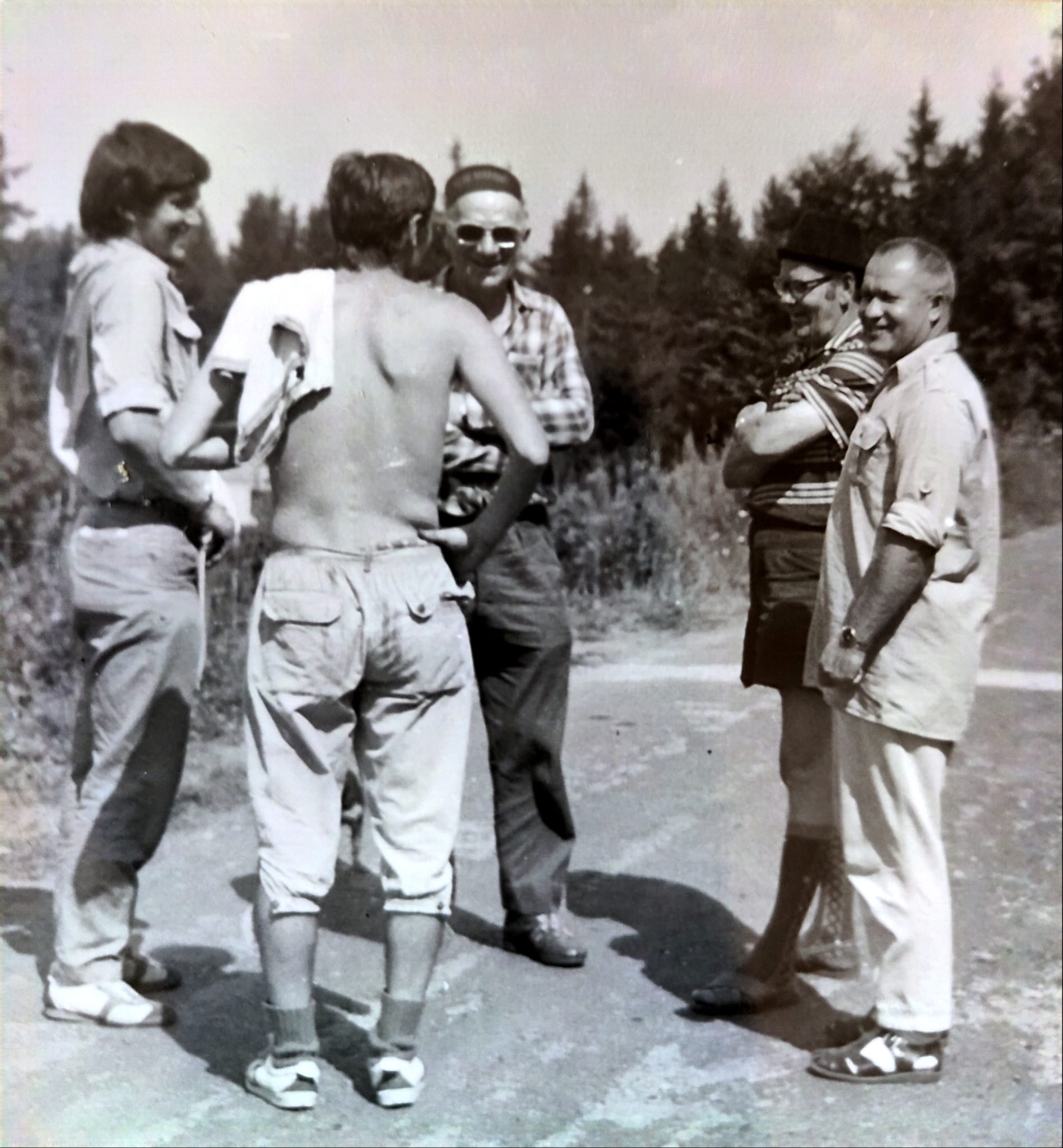
Jan Zajíček s dalšími stovkaři

Sám zorganizoval 72 dálkových pochodů (Brdská padesátka, Stezkou brdských partyzánů, Brdská stezka, Za brdským duchem Fabiánem, Okolo Mníšku, Zima za sto, atd.) pořádaných Tělovýchovnou jednotou Mníšek pod Brdy.

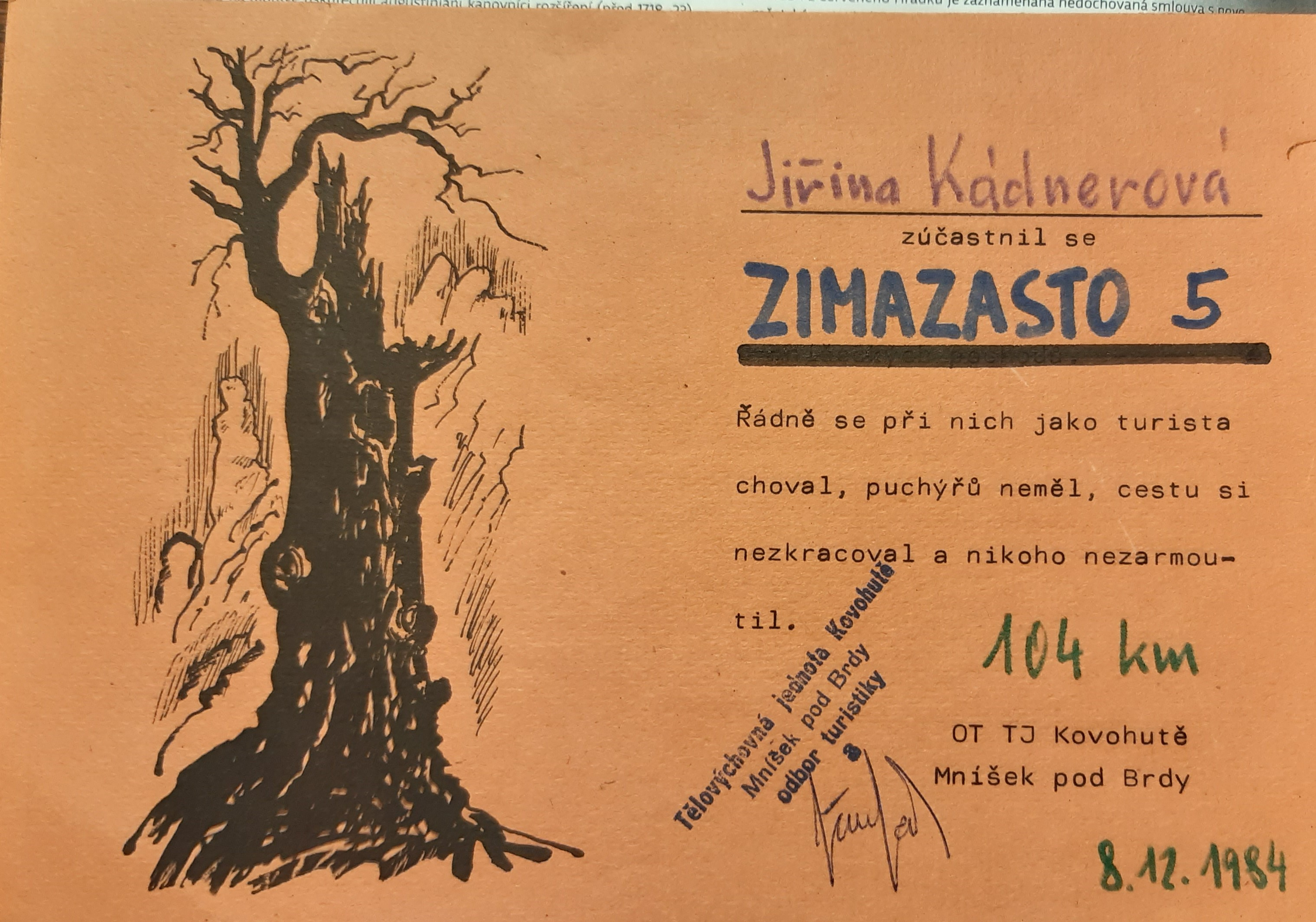
Diplom z dálkového pochodu Zima za sto, pořadatel TJ Kovohutě Mníšek pod Brdy s podpisem hlavního pořadatele Jana Zajíčka

Byl metodikem turistiky, mnoho pořadatelů a svých následovníků vyškolil.
Podílel se na metodické příručce Dálkové pochody, společně s Janem Caletkou je autorem knihy Dálkové pochody – naše láska.
Zasloužil se o zpracování metodik dálkových jednodenních i etapových pochodů, kterou převzaly nejen některé evropské státy, ale také se jimi řídí japonští turisté.
Jako metodik turistiky mnoho svých následovníků pořadatelů vyškolil.

## Turistická aktivita
Jan Zajíček patřil mezi průkopníky a zakladatele dálkových pochodů v ČR.
Nebyl účastníkem prvního dálkového pochodu zorganizovaného skupinou Tlupa z Prahy 1. června 1963, dálkových pochodů se účastnil od roku 1964.
Dálkové pochody od svého vzniku do současnosti zaznamenaly obrovský rozvoj, největší a s nejvíce pochodníky (tj. účastníky dálkového pochodu v délce nejméně 50 km, slangově dálkoplazy) rozvoj byl zejména v 70. a 80. letech 20. století.
Jan Zajíček se aktivně zúčastnil 854 veřejných pochodů, z nichž bylo 82 dálkových etapových pochodů (tj. minimálně dvoudenních) a 228 „stovek“, tj. pochodů v délce 100 km. Obešel třikrát někdejší Československou republiku (tam, kde to bylo možné nejblíže podél hranic), tj. třikrát asi 2400 km vždy za 100 dnů, dvakrát ji přešel od Aše až k Čierné nad Tisou. Celkem na pochodech nachodil více než 132 000 km.
Jako značkař vyznačil 1734 km turistických cest.

## Dokumentace dálkových pochodů (osobní fond Jana Zajíčka)
V každoročním Kalendáři dálkových pochodů vydávaných Klubem českých turistů bývá uvedeno několik set pochodů různé náročnosti a délky. Bývalý předseda Klubu českých turistů, politik a předseda české vlády Jan Stráský (předsedou Klubu českých turistů byl v letech 2006–2014) konstatoval, že „dálkové hnutí si zaslouží, aby bylo podchyceno“. Důkladnou historii dálkových pochodů provedl Jan Zajíček.
Osobní fond Jana Zajíčka obsahuje 20 archivních krabicích uložených ve Státním oblastním archivu v Praze. Obsahuje materiály od vzniku hnutí v roce 1963 do roku 2000. Ve fondu je zdokumentováno 270 dálkových jednodenních pochodů, 52 pochodů dvou a vícedenních, 154 materiálů o řízení a metodice pochodů a různé statistiky. Součástí jsou dvě krabice medailí a dalších upomínkových předmětů a několik pamětních knih z etapových dálkových pochodů Kolem ČSSR.
Materiály ke každému pochodu jsou vloženy do samostatných papírových desek nebo obálek velikosti A4 (v několika případech ve více deskách). Očíslované desky jsou uloženy podle abecedy názvů pochodů. Uvnitř desek jsou materiály číslovány a jejich počet je uveden na vnitřní straně desek. Z každého pochodu jsou uloženy propozice pochodu, popisy tras, diplom pro účastníky, jmenný seznam účastníků (někdy i jejich věkové složení a místo bydliště, aby bylo možno vyhodnotit nejstaršího a nejvzdálenějšího účastníka pochodu). V deskách jsou i dokumenty z průchozích kontrol, výstřižky z tisku, výjimečně fotografie. U každého pochodu je uvedeno, kolik procent dokumentů z příslušného pochodu je uchováno.
Zcela unikátní část osobního fondu je oddíl Řízení, metodika, statistiky včetně "základního desatera" dálkových pochodů: pochod není závod; vítězí každý, kdo dojde v limitu 24 hodin (100 km pochod); pořadatelé nesmí účastníkům měřit čas; pořadatelé mají právo žádat lékařské potvrzení o zdravotním stavu; na 100 km nejnižší povolený věk je 18 let (horní hranice není stanovena); v polovině trasy má pořadatel zajistit možnost teplého občerstvení a možnost odpočinku; v cíli má být k dispozici zdravotní služba.
V archivu je uložena kniha o sledování stovkařů (účastník dálkového stokilometrového pochodu), časopis Dálkoplaz (časopis pro stovkaře o stovkařích), soupis novinových a časopiseckých článků (s přesnou citací).

## Ocenění
Byl zasloužilým a čestným členem Klubu českých turistů, Mistrem turistiky, Zasloužilým mistrem turistiky a nositelem nejvyššího turistického uznání Čestného odznaku Vojty Náprstka.
V roce 2008 byl posmrtně uveden do Síně slávy české turistiky, v roce 2015 do Síně slávy středočeské turistiky.